# 王剑锋 (1967年8月)
王剑锋（1967年8月—），江苏常熟人，中华人民共和国政治人物。1983年7月参加工作，1994年10月加入中国共产党。曾任中共太仓市委书记、徐州市人民政府市长等职。现任中共常州市委书记。

## 生平

### 常熟市履历
王剑锋于1982年9月考入常州机械学校（今常州机电职业技术学院）机械制造专业，1986年7月毕业后成为常熟市电缆厂工人，1989年8月进入常熟市人民政府工作，历任办公室秘书，工业科副科长、科长（期间于1993年12月毕业于江苏省自学考试经济管理专业），副主任（期间于1997年8月至1999年12月于中央党校函授学院经济管理专业本科班学习）。
2000年1月，王剑锋被调往常熟市对外贸易经济委员会，担任主任兼党委副书记，2001年6月升任中国共产党常熟市委常委，历任沿江经济开发区管委会主任、常熟经济开发区工作委员会副书记兼管委会副主任、新港镇党委书记等职。

### 太仓市履历
2009年2月，王剑锋履新太仓市，担任中共太仓市委常委兼市人民政府常务副市长，直至2010年10月（期间于2006年9月至2009年7月于中央党校研究生院法学理论专业研究生学习）。2010年10月至2013年5月升任中国共产党太仓市委员会副书记兼市人民政府代市长、市长，太仓港经济开发区管委会主任，2013年5月至2016年6月任太仓市委书记兼太仓港经济技术开发区党工委书记。

### 升任副厅级
2016年6月，王剑锋调至南通市工作。担任中共南通市委常委、副市长（期间于2017年7月至2018年7月挂职任中国证监会上市公司监管部副主任），2018年9月履新徐州市，任中共徐州市委常委、市人民政府党组副书记（直至2021年7月），同年10月任徐州市政府常务副市长（直至2021年7月）兼市行政学院院长（直至2021年1月）。

### 晋升正厅级领导岗位
2021年7月，王剑锋升任正厅级，任中共徐州市委副书记、市政府党组书记兼任代理市长。同年7月30日正式担任市长。
2025年3月，王剑锋履新常州，接替落马的陈金虎担任中共常州市委书记。